# Chrysosplenium alpinum
Chrysosplenium alpinum är en stenbräckeväxtart som beskrevs av Philipp Johann Ferdinand Schur. Chrysosplenium alpinum ingår i släktet gullpudror, och familjen stenbräckeväxter. Inga underarter finns listade i Catalogue of Life.